# Kullbäcken-Markbäcken
Kullbäcken-Markbäcken este o arie protejată (arie specială de conservare — SAC, sit de importanță comunitară — SCI) din Suedia întinsă pe o suprafață de 275,6 ha, integral pe uscat.

## Localizare
Centrul sitului Kullbäcken-Markbäcken este situat la coordonatele 62°35′05″N 15°38′33″E / 62.5846°N 15.6426°E.

## Înființare
Situl Kullbäcken-Markbäcken a fost declarat sit de importanță comunitară în ianuarie 2002 pentru a proteja 1 specie de plante. Situl a fost protejat și ca arie specială de conservare în martie 2011.

## Biodiversitate
Situată în ecoregiunea boreală, aria protejată conține 7 habitate naturale: Păduri fino-scandinave bogate în ierburi cu Picea abies, Mlaștini împădurite, Mlaștini alcaline, Păduri caducifoliate de mlaștină fino-scandinave, Mlaștini turboase de tranziție și turbării mișcătoare, Turbării Aapa, Taiga vestică.
La baza desemnării sitului se află o specie protejată de  plante: papucul doamnei (Cypripedium calceolus).